# Anatomy of a Scandal
Anatomy of a Scandal és una minisèrie de televisió de drama d' antologia estatunidenca desenvolupada per David E. Kelley i Melissa James Gibson, basada en la novel·la homònima de Sarah Vaughan. La sèrie consta de sis episodis i es va estrenar a Netflix el 15 d'abril de 2022, amb subtítols en català traduïts per Cristina Casas.

## Premissa
Sophie Whitehouse, l'esposa del diputat britànic conservador James Whitehouse, s'assabenta que el seu marit ha tingut una aventura amb una ajudant. La notícia es fa pública i s'airegen les seves vides, cosa que l'obliga a fer front a les conseqüències de les desastroses decisions del seu marit. Per empitjorar les coses, James és acusat de violació i ha de ser jutjat.

## Repartiment

### Personatges principals
- Sienna Miller com a Sophie Whitehouse, la dona d'en James
  - Hannah Dodd interpreta una jove Sophie Whitehouse
- Michelle Dockery com a Kate Woodcroft, fiscal encarregada del cas d'en James
  - Nancy Farino interpreta una jove Kate Woodcroft, aleshores anomenada Holly Berry
- Rupert Friend com a James Whitehouse, ministre de l' Interior i amic íntim del primer ministre
  - Ben Radcliffe interpreta un jove James Whitehouse
- Naomi Scott com a Olivia Lytton, assistenta parlamentària d'en James, que té una aventura amb ell i més tard l'acusa de violació.
- Joshua McGuire com a Chris Clarke, director de comunicacions de Downing Street
- Josette Simon com Angela Regan, advocada defensora d'en James

### Personatges secundaris
- Jonathan Firth com a Richard, exadvocat de la Kate, amb qui té una aventura
- Sebastian Selwood com a Finn Whitehouse, fill de la Sophie i en James
- Amelie Bea-Smith com a Emily Whitehouse, la filla de la Sophie i en James
- Geoffrey Streatfeild com a Tom Southern, el primer ministre del Regne Unit
  - Jake Simmance interpreta un jove Tom Southern
- Violet Verigo com a Krystyna, la au-pair russa dels Whitehouse
- Liz White com a Ali, una mestra d'escola i la millor amiga de la Kate
- Tom Turner com a John Vestey
- Jonathan Coy com a Aled Luckhurst, jutge del cas de violació d'en James
- Kudzai Sitima com a Maggie, l'alumna de la Kate

### Convidats
- Richard McCabe com a Brian Taylor
- Rosalie Craig com a Lucy
- Anna Madeley com a Ellie Frisk, una amiga de la Sophie
- Edmund Kingsley com a Mark Frisk, el marit de l'Ellie
- Maggie Steed com a Sybil Murray, un dels electors d'en James
- Luka Sheppard com a Alec Fisher, un company de classe d'en James i en Tom a Oxford
- Jane How com a presidenta de la Cambra dels Comuns
- Clive Francis com a Lawrence Hughes-Davies
- Adrian Lukis com a Aitkin, líder de l'oposició
- Kathryn Wilder com a Kitty Ledger, amiga i companya de feina de l'Olivia
- Phoebe Nicholls com a Tuppence Whitehouse, la mare d'en James

## Producció
Netflix havia anunciat el maig del 2020 que havia donat llum verda a la sèrie i que David E. Kelley i Melissa James Gibson havien adaptat la novel·la homònima de Sarah Vaughan. S. J. Clarkson havia de dirigir tots els episodis de la sèrie. Al setembre, Sienna Miller, Michelle Dockery i Rupert Friend van ser elegits per protagonitzar la sèrie. Naomi Scott s'hi afegiria el desembre, amb Ben Radcliffe reservant-se un paper recurrent el gener de 2021.
El rodatge de la sèrie va començar l'octubre de 2020 als Shepperton Studios. El rodatge també va tenir lloc a l'escola de St. George's Hanover Square de Mayfair. La producció va tenir lloc a Oxford el febrer de 2021.